# 프놈펜 크라운 FC
프놈펜 크라운 FC(ក្លឹបបាល់ទាត់ភ្នំពេញក្រោន)는 캄보디아의 축구단으로 현재 캄보디아 프리미어 리그에 참가하고 있으며 캄보디아 프리미어 리그 최다 우승팀이다.

## 우승
- 캄보디아 프리미어 리그: 2002, 2008, 2010, 2011, 2014, 2015, 2021, 2022
- 훈센컵: 2008, 2009
- AFC 챌린지리그: 준우승 1회 (2011)

## 선수 명단

### 현역
- 림 삐소트(2020 ~ )
- 오후푸 이베
- 소 모 쪼(2023 ~ )
- 시미즈 신타로(2023 ~ )
- 오가와 유다이(2021 ~ )

## 역대 감독
| 감독        | 임기   |
| ----------- | ------ |
| 께오 속응온 | 2018 ~ |